# Tor Øyvind Reinemo
Tor Øyvind Reinemo (Oslo, 22 novembre 1983) è un giocatore di calcio a 5 e calciatore norvegese, attaccante svincolato.

## Carriera

### Calcio

#### Club
Reinemo giocò per l'Holmlia fino al 1998, per poi militare nel Lyn Oslo e, dal 2003, nel KFUM Oslo.

### Calcio a 5

#### Nazionale
Conta 6 presenze per la Norvegia.